# Paraduba metriodes
Paraduba metriodes är en fjärilsart som beskrevs av Bethune-Baker 1911. Paraduba metriodes ingår i släktet Paraduba och familjen juvelvingar. Inga underarter finns listade i Catalogue of Life.